# Leonid Wassiljewitsch Kurtschewski
Leonid Wassiljewitsch Kurtschewski (russisch Леонид Васильевич Курчевский; * 22. September 1890 in Pereslawl-Salesski, Russisches Kaiserreich; † 26. November 1937) war ein sowjetischer Ingenieur. Bekannt ist er für seine rückstoßfreien Geschütze.

## Leben und Wirken
Kurtschewski absolvierte sein Studium an der Fakultät für Mathematik und Physik der Lomonossow-Universität Moskau. In den frühen 1920er-Jahren leitete er ein Institut für technische Innovationen. Dort forschte er an vielfältigen Projekten wie schallgedämpften Waffen, Lufttorpedos, durch atmosphärische Elektrizität angetriebene „Perpetuum mobile“ oder Hubschraubern. Kurtschewski schrieb auch Science-Fiction-Romane.
Im Jahre 1923, nachdem Kurtschewski die vor den Wirren der Februarrevolution 1917 entstandenen theoretischen Grundlagen des Mathematikers Dmitri Pawlowitsch Rjabuschinski gesichtet hatte, reichte er die Erfindung eines rückstoßfreien Geschützes zum Patent ein. Die Erfindung nannte er dynamoreaktive Kanone, russisch динамореактивная пушка „dinamoreaktiwnaja puschka“ (DRP). Kurtschewski schlug vor, den Verschluss eines gewöhnlichen Geschützes abzuschneiden und eine Lavaldüse einzusetzen. In die Düse wurde ein neuer, zur Seite aufschwingender Verschluss eingebaut. Die Hülse der Munition war im unteren Bereich gelocht, damit die Verbrennungsgase dort austreten konnten. Das Geschütz hatte kaum Rückschlag und war deutlich leichter als konventionelle Geschütze mit vergleichbarem Kaliber. Doch noch bevor Kurtschewskis vielversprechendste Erfindung Fahrt aufnehmen konnte, wurde er gestoppt.
Da Kurtschewskis verschiedene Projekte nicht die versprochenen Ergebnisse lieferten, wurde er am 23. September 1924 verhaftet und wegen Verschwendung staatlicher Ressourcen zu 10 Jahren Gefängnis verurteilt. Er wurde im Solowezki-Straflager interniert. Die nächsten Jahre half er, die Verkehrsinfrastruktur und Energieversorgung des Straflagers und der Umgebung aufzubauen. Er durfte sich frei bewegen und genoss Privilegien. Am 3. Januar 1929 wurde er wegen guter Führung vorzeitig entlassen.

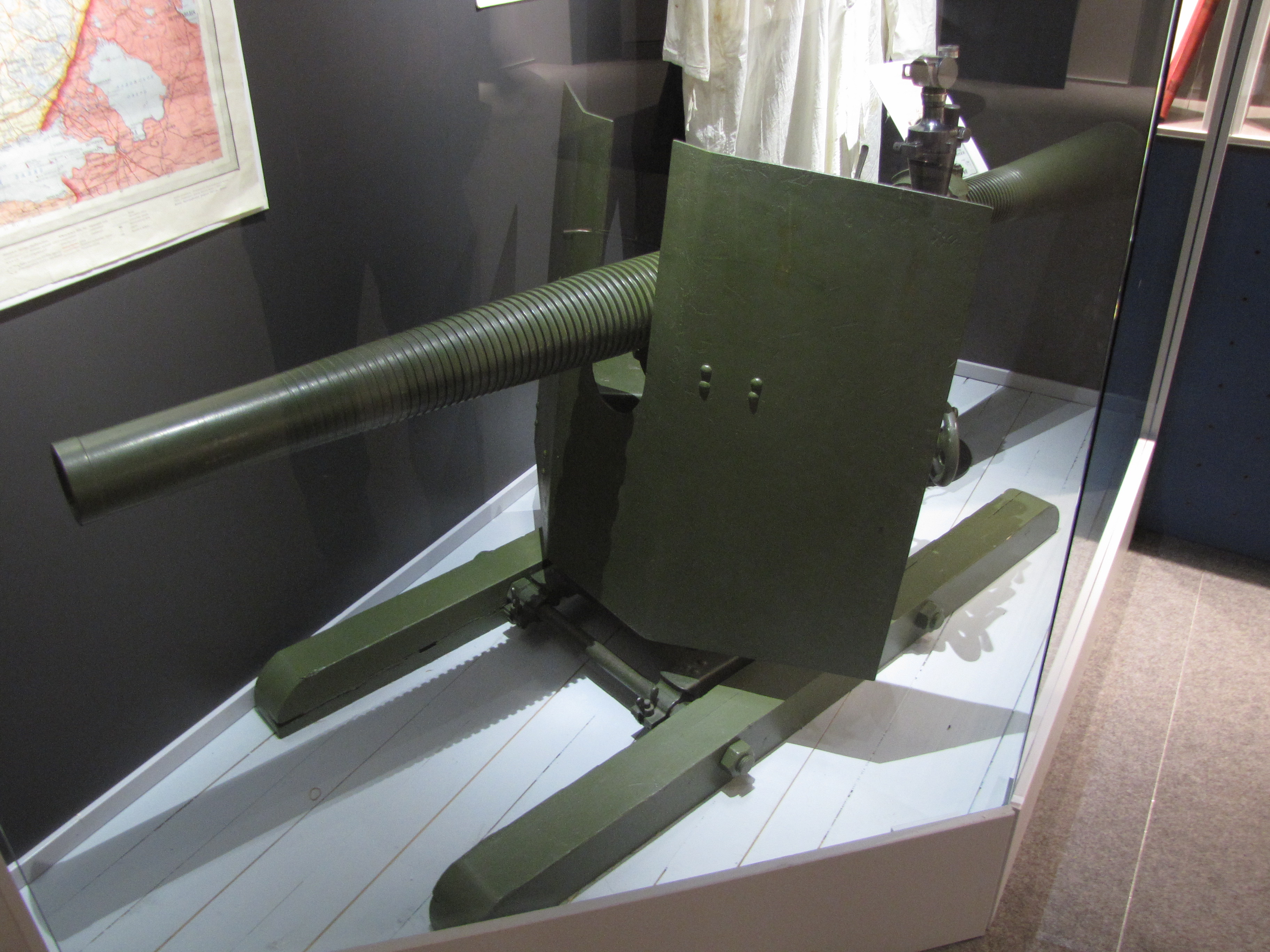
76-mm BPK-76

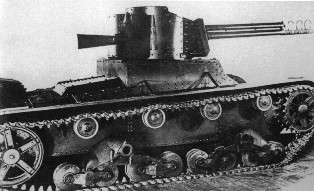
T-26 mit Versuchsaufbau

Im gleichen Jahr ging Kurtschewski nach Podlipki, wo in der dortigen Geschützfabrik ein Entwicklungsbüro für ihn eingerichtet wurde. Seine Prototypen zeigten sich bei Tests vielversprechend. Schon im November 1929 konnte Kurtschewski Michail Nikolajewitsch Tuchatschewski, den Befehlshaber des Militärbezirks Leningrad von seinen Geschützen überzeugen. Andere hohe Militärs wie Alexander Iljitsch Jegorow oder Grigori Iwanowitsch Kulik waren dagegen. Im Frühling 1931 wurde Tuchatschewski zum stellvertretenden Leiter des revolutionären Kriegsrates ernannt und konnte so die Umbewaffnung der Streitkräfte der Sowjetunion mit rückstoßfreien Geschützen initiieren. In den Jahren 1932–1933 gelang es Kurtschewski, sich zudem die Unterstützung wichtiger Personen wie Grigori Konstantinowitsch Ordschonikidse, Volkskommissar für die Schwerindustrie, oder Grigori Iwanowitsch Kulik, Chef des Hauptdirektorats der Artillerie der Roten Armee, zu sichern. Auch Josef Stalin persönlich begünstigte ihn und ließ ihm ein Auto zur Verfügung stellen. Ende 1933 wurde das Entwicklungsbüro für konventionelle Artillerie unter der Leitung von Wassili Gawrilowitsch Grabin aufgelöst. Gebäude und Ausstattung wurden Kurtschewski übergeben. Grabin musste sich in Nischni Nowgorod ein neues Entwicklungsbüro aufbauen.
Kurtschewski entwickelte immer neue Ideen, wie die rückstoßfreien Geschütze für die Armee, die Luftwaffe und die Marine verwendet werde könnten. Viele Ressourcen wurde für die Entwicklung und Produktionsanläufe eingesetzt. Von 1931 bis 1935 arbeiteten fast alle sowjetischen Artilleriefabriken auf Kurtschewskis Anweisung. In dieser Zeit entfielen etwa 30 % bis 50 % der Produktionskapazität von Geschützen auf seine Entwürfe.
Es gab grundsätzlich zwei Arten von rückstoßfreien Geschützen: mit Metallhülse für manuelles Laden und mit verbrennbarer Hülse für automatische Schusswaffen. Es gab Varianten mit Kalibern von 37 mm bis 500 mm. Außer Artilleriegeschützen wie die 76-mm BPK-76 gab es Versuche mit Kriegsschiffen sowie leichten Landfahrzeugen als Plattform. Ende 1933 wurde versuchsweise ein rückstoßfreies 76-mm-Geschütz in einen T-26-Panzer installiert. Im März 1934 durchgeführte Tests zeigten verschiedene Nachteile: die Waffe passte von ihrer Struktur her nicht gut in einen Panzerturm, sie war umständlich zu laden und begleitende Infanterie war durch den Rückstrahl gefährdet. Das Projekt wurde deswegen abgebrochen. Kurtschewski entwarf auch Waffen für Geschütztürme. Jedoch ist nicht klar, wie er die Bedienungsmannschaften vor dem Rückstrahl schützen wollte, weil der Rückstrahl in beengten Kampfräumen noch gefährlicher als im Freien ist.

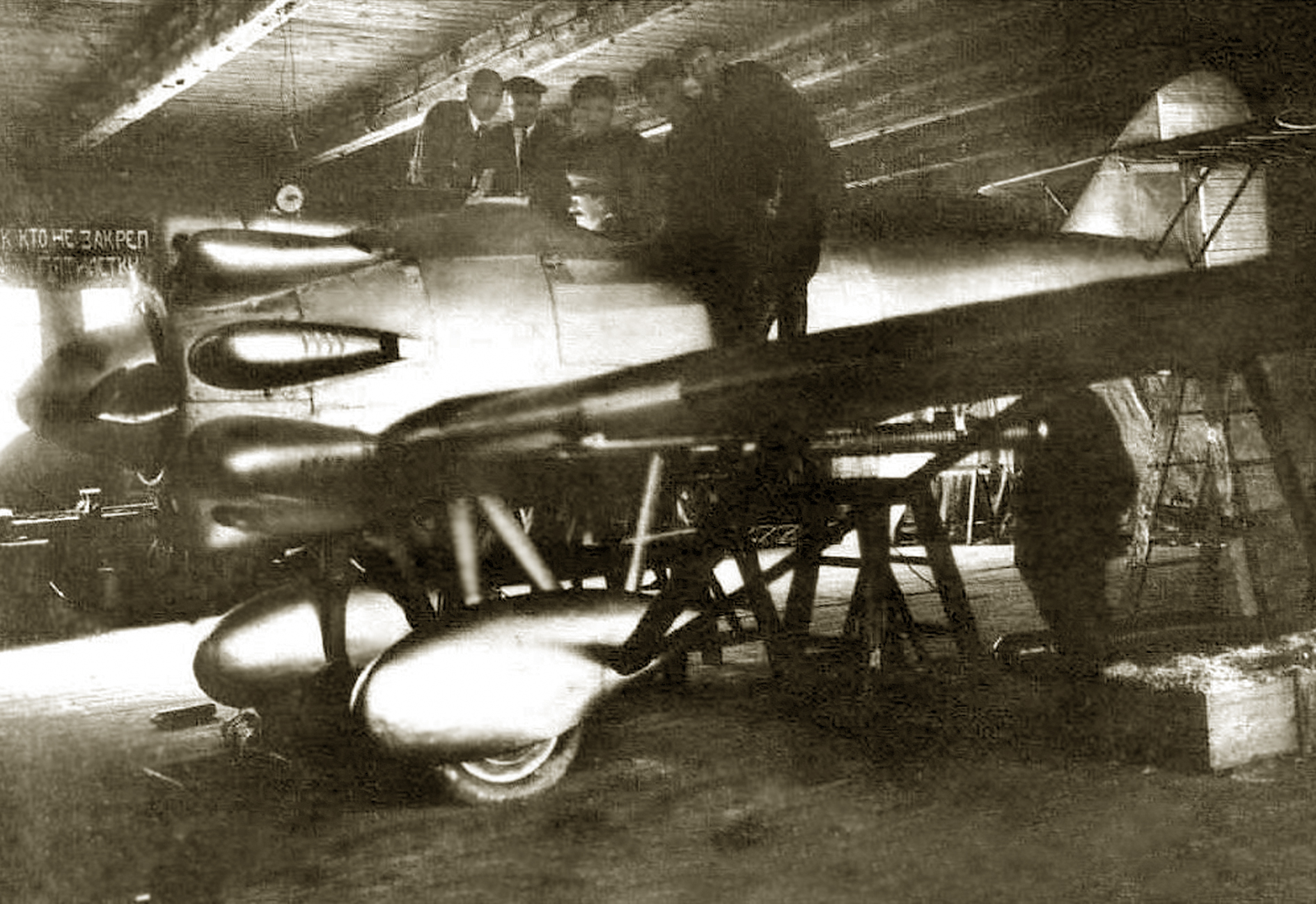
Stalin inspiziert eine I-Z

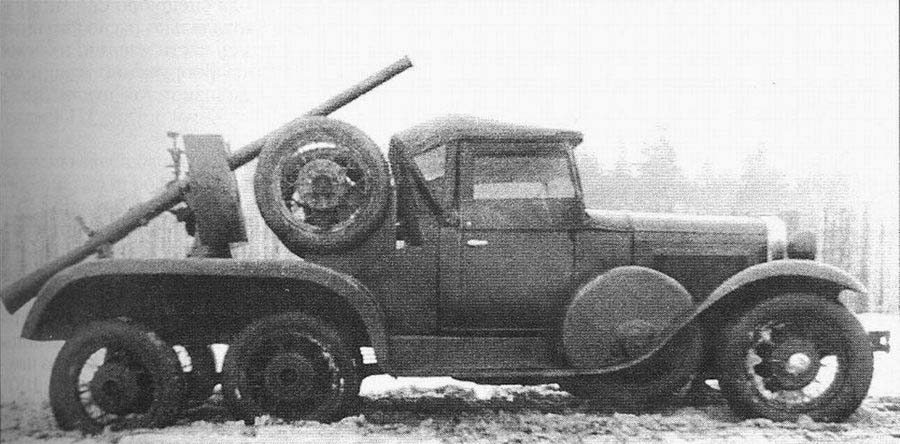
SU-4: 76-mm-DRP auf GAZ-A

Kurtschewski bekam großen Einfluss auf die sowjetische Luftstreitkräfte und trieb mehrere Projekte voran. Am weitest gediehen war das Flugzeugmodell Grigorowitsch I-Z, welches zwei einschüssige rückstoßfreie 76-mm-Geschütze trug und dessen Prototyp 1933 flog. Obwohl Mängel im Konzept wie auch Qualitätsprobleme mit den Geschützen offensichtlich waren, hatten die Verantwortlichen nicht den Mut, dieses Stalin zu berichten. Bis ins Jahr 1936 wurden 71 Exemplare der I-Z produziert. Ein paralleler Entwurf war die Tupolew I-12, ebenfalls speziell konstruiert, um zwei rückstoßfreie 76-mm-Geschütze aufzunehmen; der Erstflug erfolgte August 1931. Nachdem bei einem Schießversuch die Kanone explodierte, beendete man das Projekt. Es wurden insgesamt etwa 5000 rückstoßfreie Geschütze produziert, davon wurden 2000 vom Militär abgenommen; letztlich gelangten nur 1000 Stück zu den Truppen. Die großen Qualitätsprobleme wurden vielfach durch Kurtschewskis ständige Änderungen an der Konstruktion verursacht.
Die negativen Berichte verschiedener Ebenen wie Fabrik- und Versuchsleiter sowie militärische Einheiten mehrten sich, doch zunächst konnte Kurtschewski diese unterdrücken. Schließlich stellten im Januar 1936 der Oberbefehlshaber der Luftstreitkräfte der Sowjetunion Jakow Iwanowitsch Alksnis, der Chefingenieur der Konstruktionsabteilung bei der Hauptverwaltung der Luftfahrt Andrei Nikolajewitsch Tupolew und die Zentrale Kontrollkommission der KPdSU Nachforschungen an. Als Ergebnis wurde Kurtschewskis Abteilung geschlossen.
Bald wurde das Ausmaß der Selbstüberschätzung Kurtschewskis deutlich. Seine Panzerabwehrkanonen hatte eine zu geringe Durchschlagsleistung, Feldgeschütze waren ungenau und hatten eine zu geringe Reichweite. Außerdem waren die Waffen unzuverlässig und zudem durch zerspringende Rohre gefährlich. Automatische Kanonen hatten häufig Ladehemmung durch nicht vollständig verbrannte Hülsen und den unzuverlässigen pneumatischen Lademechanismus. Kurtschewski wurde erneut wegen Verschwendung verhaftet, fast gleichzeitig mit Tuchatschewski und vielen anderen, als der große Terror den Höhepunkt erreichte. Kurtschewski wurde am 25. November 1937 vom Militärkollegium des Obersten Gerichts der UdSSR zum Tode verurteilt. Das Urteil wurde am folgenden Tag vollstreckt. Es gibt aber auch Dokumente, die besagen, dass Kurtschewski zumindest bis zum 12. Januar 1939 im Gefängnis lebte.
Die Schrecken seiner ersten Gefängnishaft kennend, unterstützte Kurtschewski zeitlebens seine Freunde. Als im Herbst 1930 Boris Sergejewitsch Stetschkin verhaftet und verurteilt wurde, half Kurtschewski dessen Familie. Ein Jahr später, als Stetschkin freigelassen wurde, machte ihn Kurtschewski zu einem engen Mitarbeiter. Später revanchierte sich Stetschkin und half der Ehefrau Kurtschewskis, als dieser verhaftet wurde.

## Nachwirkung
Einer der wenigen Einsätze von Kurtchewskis Geschützen war der Winterkrieg (1939–1940). Einige Exemplare wurden von den Finnen erbeutet. Bis Mitte 1941 wurden alle rückstoßfreien Geschütze aus den sowjetischen Streitkräften ausgesondert und die meisten verschrottet.
Kurtchewskis maßlose Überschätzung bedeutete für die Sowjetunion Verschwendung von Materialien und Produktionskapazitäten, aber vor allem diskreditierte sie die weitere Entwicklung von rückstoßfreien Geschützen. Als im Zweiten Weltkrieg funktionsfähige rückstoßfreie Geschütze erschienen, wurde der Sowjetunion klar, dass andere Staaten sie auf diesem Gebiet überholt hatten. Am 18. Februar 1956 wurde Kurtschewski posthum rehabilitiert; dabei betrieb die Sowjetunion Geschichtsfälschung, indem sie Kurtschewski als einen genialen Erfinder darstellte, welcher von Neidern verleumdet wurde und deswegen ums Leben kam.
Letztendlich zeigte sich, dass rückstoßfreie Geschütze vor allem durch das geringe Gewicht und Rückstoßfreiheit Vorteile haben, aber bei weitem nicht alle konventionellen Geschütze ersetzen können.